# Juan Bautista Berasategi
Juan Bautista Berasategi Luzuriaga (Pasajes, 1951 - 28 de abril de 2017) fue un director de cine español.

## Biografía
Es considerado el precursor del cine de animación en el País Vasco. En 1977 realizó su primer corto de dibujos animados titulado Ekialdeko izarra.Tras este trabajo dirigió dos cortos más de animación: Fernando Amezketarra (1981), primer premio de Cine Vasco en el XXI Certamen de Cine Corto y Documental de Bilbao, y Kukubiltxo (1983), Gran Premio al Cine Vasco en el mismo certamen.
En 1985 se adentró en la dirección de un largometraje: Kalabaza tripontzia, primera película de larga duración de dibujos animados de la historia del cine vasco. La segunda experiencia de Berasategi y compañía fue Astakiloen abenturak eta kalenturak / Aventuras y desventuras (1987), a partir de un guion de Bernardo Atxaga La empresa de animación Jaizkibel colaboró en el programa "Don Don Kikilikon" de Txirri, Mirri y Txiribiton creando una entradilla de dibujos animados.
En 1991 estrenó Balearenak/Balleneros y en 1997 Ahmed, príncipe de la Alhambra, que fue nominada al Goya.

## Premios y distinciones
Festival Internacional de Cine de San Sebastián
| Año  | Categoría       | Película                         | Resultado |
| ---- | --------------- | -------------------------------- | --------- |
| 2013 | Premio Zinemira | El secreto de la calabaza mágica | Ganador   |